# スザンナ・カルーア
スザンナ・カルーア（Susanna Elisabeth Kallur、1981年2月16日‐）は、スウェーデンの陸上競技選手である。ハードルを専門としている。双子の姉妹であるジェニー・カルーアも陸上競技選手である。
2006年のヨーロッパ陸上選手権では100メートルハードルで優勝し、2008年初頭には60メートルハードルで世界記録を樹立した。

## 主な成績
| 年   | 大会                               | 場所                         | 種目  | 結果 | 記録   |
| ---- | ---------------------------------- | ---------------------------- | ----- | ---- | ------ |
| 1998 | 世界ジュニア陸上選手権             | アヌシー（フランス）         | 100mH | 3位  | 13秒77 |
| 2000 | 世界ジュニア陸上選手権             | サンティアゴ（チリ）         | 100mH | 1位  | 13秒02 |
| 2002 | ヨーロッパ陸上選手権               | ミュンヘン（ドイツ）         | 100mH | 7位  | 13秒09 |
| 2003 | 世界室内陸上選手権                 | バーミンガム（イギリス）     | 60mH  | 7位  | 7秒97  |
| 2004 | 世界室内陸上選手権                 | ブダペスト（ハンガリー）     | 60mH  | 5位  | 7秒89  |
| 2005 | IAAFワールドアスレチックファイナル | モンテカルロ（モナコ）       | 100mH | 4位  | 12秒74 |
| 2006 | 世界室内陸上選手権                 | モスクワ（ロシア）           | 60mH  | 3位  | 7秒87  |
| 2006 | ヨーロッパ陸上選手権               | ヨーテボリ（スウェーデン）   | 100mH | 1位  | 12秒59 |
| 2006 | IAAFワールドアスレチックファイナル | シュトゥットガルト（ドイツ） | 100mH | 4位  | 12秒59 |
| 2006 | IAAF陸上ワールドカップ             | アテネ（ギリシャ）           | 100mH | 2位  | 12秒77 |
| 2007 | 世界陸上選手権                     | 大阪（日本）                 | 100mH | 4位  | 12秒51 |

## 自己ベスト
| 種目         | 記録   | 風速     | 場所                       | 日付          | 備考     |
| ------------ | ------ | -------- | -------------------------- | ------------- | -------- |
| 60m          | 7秒24  | （室内） | バーミンガム（イギリス）   | 2007年3月3日  |          |
| 100m         | 11秒30 | ±0.0m/s  | マルメ（スウェーデン）     | 2006年8月22日 |          |
| 200m         | 23秒32 | -0.3m/s  | ヨーテボリ（スウェーデン） | 2005年8月28日 |          |
| 60mハードル  | 7秒68  | （室内） | カールスルーエ（ドイツ）   | 2008年2月10日 | 世界記録 |
| 100mハードル | 12秒49 | +0.9m/s  | ベルリン（ドイツ）         | 2007年9月16日 |          |